# حادثه انفجار شاتل فضایی چلنجر
حادثهٔ انفجار شاتل فضایی چلنجر، در تاریخ ۲۸ ژانویه ۱۹۸۶ رخ داد. زمانی که شاتل فضایی چلنجر در (ماموریت اس‌تی‌اس-۵۱-ال) در ۷۳ ثانیه بعد از پرواز خود منفجر و تبدیل به چند تکه شد، که منجر به مرگ تمام هفت خدمه شد. این فضاپیما در طول اقیانوس اطلس، و در سواحل فلوریدا مرکزی دچار نقص فنی و انفجار شد. محفظهٔ سرنشینان و بسیاری از قطعات دیگر این شاتل فضایی، پس از یک جستجوی طولانی و عملیات بازیابی از کف اقیانوس جمع‌آوری شدند.

## علت حادثه

### شرح دقیق حادثه
در شب ۲۸ ژانویه سال ۱۹۸۶ میلادی، دمای هوا به ۶ درجه زیر صفر سقوط کرد و روز ۲۸ ژانویه همه دستگاه‌ها و سکوی پرتاب صبح آن روز یخ زده بود و قندیل‌های یخ در خیلی محل‌ها دیده می‌شد. نمایندگان شرکت مورتون تیکول که موشک‌های جامد سوز تقویتی شاتل را ساخته بودند از امضای سند اجازه پرتاب خودداری کردند. آن‌ها می‌گفتند حلقه عایق در اتصال‌های بین بخش‌های موشک جامدسوز تقویتی در سرمای زیر صفر درجه خاصیت ارتجاعی خود را از دست می‌دهد. اما مسئولان ناسا موافق تأخیر در پرتاب نبودند؛ چون چلنجر باید در ۱۵ مه، کاوشگر اولیس را به مدار می‌برد. چنانچه این پرواز به تأخیر می‌افتاد، پرواز بعدی نیز دچار تأخیر می‌شد و اولیس نمی‌توانست طبق برنامه و زمان تنظیم شده راهی مأموریت خود شود؛ پس باید چلنجر حتماً پرتاب می‌شد. ساعت ۱۱:۳۸ که شاتل فضایی از سکوی پرتاب جدا شد دماسنج به زحمت ۲ درجه بالای صفر را نشان می‌داد. در اولین ثانیه‌های پرواز از محل اتصال بخش دوم و نهایی موشک سمت راست توده دود قهوه‌ای مشاهده گردید. در ثانیه ۵۹ بعد از پرتاب، آتشی در محل اتصال موشک‌های جامد سوز با فضاپیما دیده شد. جهت شعله آتش به طرف دیواره مخزن سوخت خارجی بود و در ثانیه ۶۵ بعد از پرتاب، مخزن هیدروژن ترک خورد و ریزش سوخت آغاز گردید. در ارتفاع ۱۴ کیلومتر و در ثانیه ۷۳ پرواز، پایه پایینی موشک تقویتی سمت راست کنده شد و بال راست چلنجر را قطع و مخزن اکسیژن را سوراخ کرد. هم‌زمان، انتهای باک هیدروژن جدا شد و در هم آمیختن هیدروژن و اکسیژن انفجار شدیدی در پی داشت. بعد علائم رادیویی چلنجر قطع و ناو ظرف چند ثانیه تکه‌تکه شد. تا یک ساعت بعد، قطعات ناو از آسمان به داخل آب سقوط می‌کردند. در آن روزها این منظره که همه شاهد آن بودند در نشریات و رسانه‌ها انعکاس پیدا کرد و بر اساس صحنه وحشتناک انفجار، همه تصور می‌کردند فضانوردان به‌کلی پودر شده‌اند اما تحقیقات کمیسیون بررسی حادثه واقعیت تلخی را نشان داد: بخش سرنشیندار فضاپیما در زمان انفجار نه تنها از بین نرفته بلکه فضانوردان زنده مانده بودند. ۱۴۰ ثانیه بعد از حادثه انفجار، کابین با ۷ فضانورد در آب‌های اقیانوس سقوط کرد. کابین در اول مارس در ۲۷ متری عمق دریا پیدا شد. در میان قطعات پیدا شده در محلی به طول ۲۴ و عرض ۶ متر، توانستند ۴ ماسک امدادی اکسیژن پیدا کنند. سه ماسک استفاده شده بود! این نشان می‌داد که بعد از انفجار، حداقل بعضی از فضانوردان زنده و تا برخورد به آب همچنان هوشیار بوده‌اند گرچه در حقیقت برخورد به آب با سرعت ۹۳ متر در ثانیه فضانوردان چلنجر را کشت.

### علت حادثه

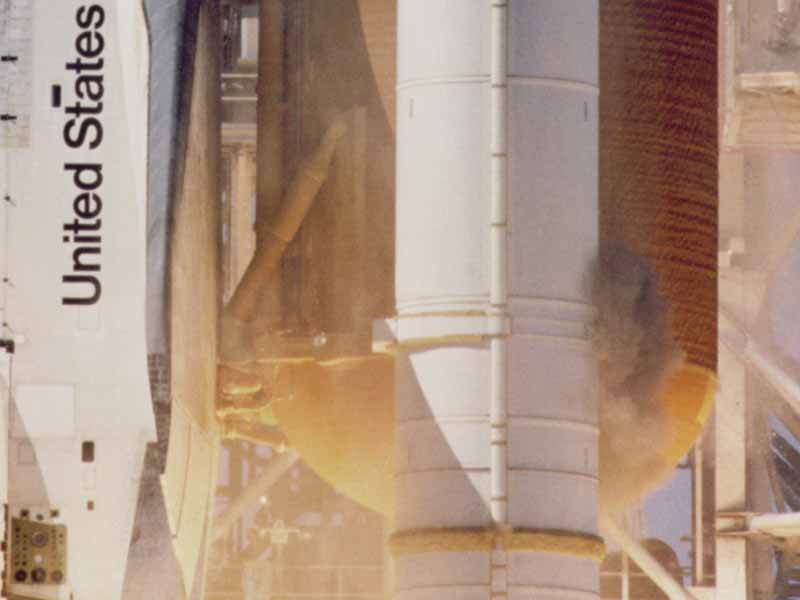
دود خاکستری در حال نشت از موشک سوخت جامد سمت راست

کمسیون تحقیق ریاست جمهوری، موسوم به کمسیون راجرز، علت حادثه را طراحی نامناسب اتصال بخش‌های موشک سوخت جامد کمکی (Solid Rocket Booster) دانست. این اتصال شامل دو اورینگ لاستیکی بود. این اورینگ‌ها در پرتاب‌های دیگر بدون مشکل عمل کرده بودند اما به دلیل سرمای بسیار زیاد هوا در روز پرتاب شاتل چلنجر، این اورینگ‌ها قادر به آب‌بندی کامل اتصال نشده بودند و به همین دلیل، گازهای موشک سوخت جامد از این اتصال نشت کرده و باعث انفجار مخازن سوخت مایع نصب شده در کنار موشک شدند.
در روز قبل از پرتاب، مهندسانی از شرکت پیمانکار سازنده موشک‌ها با ناسا تماس گرفته و احتمال نشت گاز از این اتصالات در صورت پرتاب شاتل در هوای سرد را هشدار داده بودند، اما مدیران ناسا که به دلیل تاخیرات متعدد در پرتاب این شاتل تحت فشار بودند، این اخطارها را نادیده گرفتند.

### نقش ریچارد فاینمن
یکی از اعضای کمیسیون بررسی علت حادثه، ریچارد فاینمن فیزیکدان نظری بود. او منتقد اشتباهات «فرهنگ ایمنی» ناسا بود، به حدی که تهدید کرد که گزارش کمیسیون شامل مشاهدات شخصی او دربارهٔ قابل اتکا بودن شاتل نباشد نامش را از گزارش حذف خواهد کرد. نظرات او در ضمیمهٔ F گزارش آمده‌است.

## کشته‌شدگان

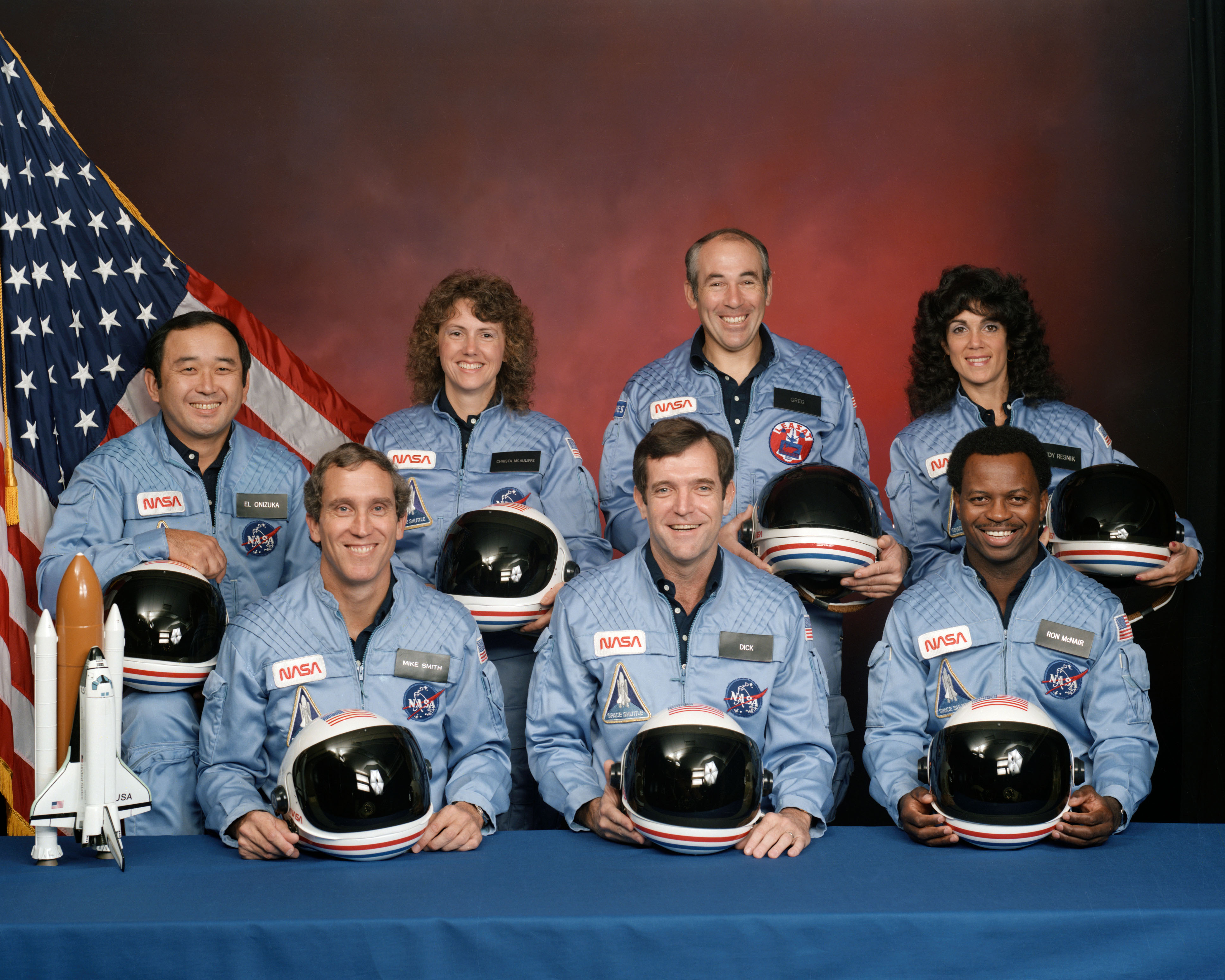
هفت کشتهٔ حادثه ایستاده از چپ:الیسون انیزوکا، کریستا مک آولیف، گریگوری جارویس، جودیت رزنیک. نشسته از چپ: مایکل جان اسمیت، دیک اسکوبی، رونالد مک نر

- دیک اسکوبی
- جودیت رزنیک
- مایکل جان اسمیت
- الیسون انیزوکا
- رونالد مک نر
- کریستا مک آولیف
- گریگوری جارویس

## در سینما و تلویزیون
فیلم سینمایی  فاجعه ی چلنجر (به انگلیسی : The Challenger Disaster)، که در سال ۲۰۱۳ منتشر شد، درباره این حادثه است‌. این فیلم بر اساس کتاب «چه اهمیتی می‌دهید که مردم دیگر چه فکر می‌کنند؟» اثر ریچارد فاینمن ساخته شده‌است.
فیلم سینمایی پیشتازان فضا ۴: سفر به خانه نیز به قربانیان این حادثه تقدیم شده‌است.